# Biber-Donau
| Correlatieschema | Correlatieschema | Correlatieschema | Correlatieschema |
| Alpien           |                  | Scandinavisch    | M.I.S.           |
| ---------------- | ---------------- | ---------------- | ---------------- |
| Würm             | =                | Weichselien      | 2-5d             |
| Riss-Würm        | =                | Eemien           | 5e               |
| Riss             | =                | Saalien          | 6                |
| Mindel-Riss      |                  | ?                |                  |
| Mindel           | =                | Cromerien-A      | 16?              |
| Günz-Mindel      |                  | ?                |                  |
| Günz             |                  | Tiglien          | 92?              |
| Donau-Günz       |                  | ?                |                  |
| Donau            |                  | ?                |                  |
| Biber-Donau      |                  | ?                |                  |
| Biber            |                  | Pretiglien?      |                  |
| tabel 1          |                  |                  |                  |

De etage Biber-Donau (of: Biber-Donau Interglaciaal) is het interglaciaal tussen het Donau- en het Biber Glaciaal in de Alpiene indeling van het Plesitoceen. Deze indeling is gebaseerd op de vergletsjeringen van de Alpen tijdens de verschillende opeenvolgende glacialen. In de alpiene indeling worden de warme perioden (interglacialen) genoemd naar de eraan voorafgaande en de erop volgende glacialen.
Het Biber-Donau Interglaciaal uit de Alpiene indeling correleert mogelijk met een warme periode uit het Vroeg Tiglien of het Pretiglien uit de Noord-Europese indeling van het Kwartair (Zie tabel 1).